# فردوسی (مجله)

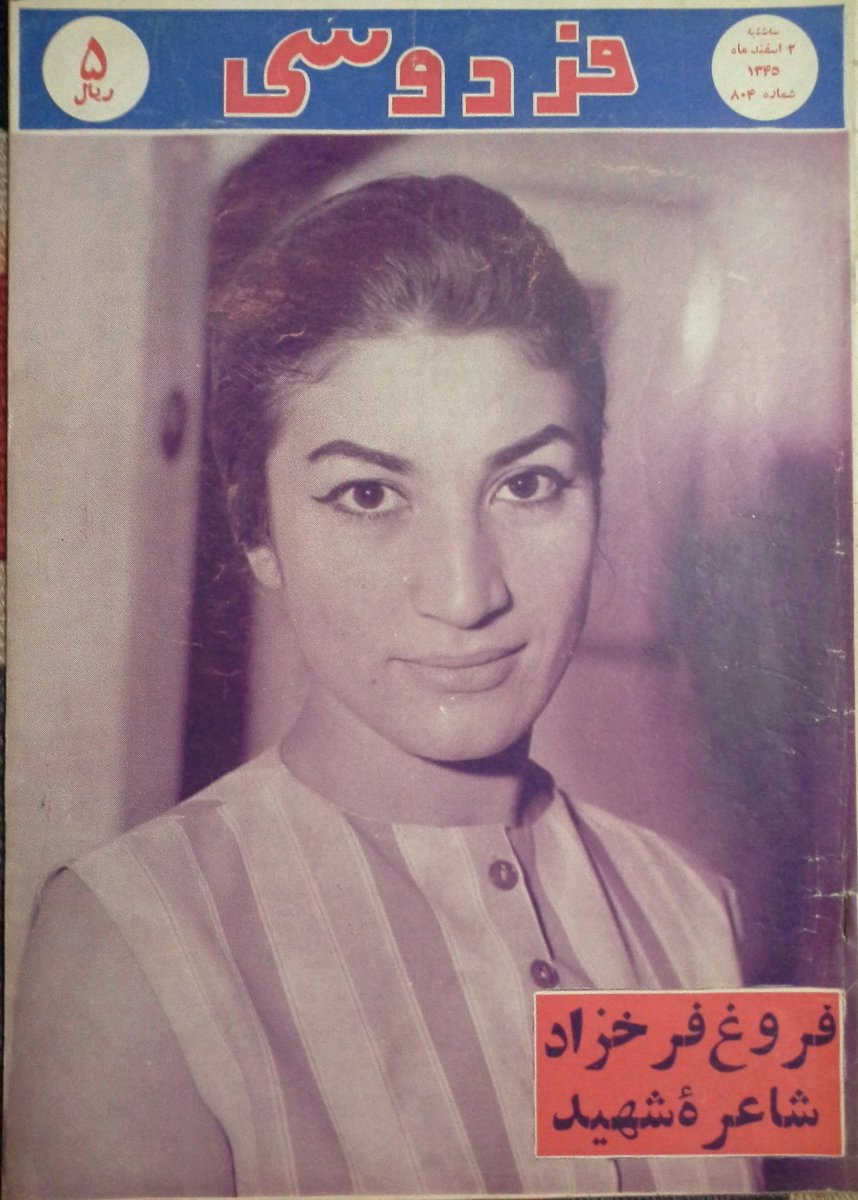
روی جلد شمارهٔ ۸۰۴ مجلهٔ فردوسی

هفته‌نامهٔ فردوسی یکی از نشریات مهم و قدیمی ایرانی است. این نشریه از جمله هفته‌نامه‌هایی بود که حاشیه مطالبشان به شعر نو نیز می‌پرداختند.
کودتای ۲۸ مرداد بلافاصله به سیطرهٔ استبداد منجر نشد. در این دوره هفته‌نامهٔ فردوسی در کنار مجلات متعدد و فراوانی چون امید ایران، کاویان، جهان نو، نیسان و … بی‌هیچ انحرافی نسبت به گذشته به مسایل روز پرداختند؛ و حتی در طرح مسایل سیاسی پشت‌پرده از هم سبقت جستند.
این مجله به صورت هفتگی تا مرداد سال ۱۳۵۳ منتشرشد و در این سال به دستور شاه و هویدا همراه با ۶۱ نشریه دیگر توقیف شد.

## مدیر مسئول و سردبیران
نعمت‌الله جهان‌بانویی (۱۳۰۱–۱۳۷۸) مدیرمسئول این مجله بود. که کار روزنامه‌نگاری را با روزنامهٔ اقدام به مدیریت عباس خلیلی (پدر سیمین بهبهانی) شروع کرد. این مجله به صورت هفتگی تا مرداد سال ۱۳۵۳ منتشرشد و در این سال به دستور شاه و هویدا همراه با ۶۱ نشریه دیگر توقیف شد. مجله فردوسی از ۱۷ مهر ۱۳۵۷ تا ۲۶ تیر ۱۳۷۸ در دوران انقلاب منتشر شد. جهان‌بانویی هیچ‌گاه ایران را ترک نکرد و در سال ۱۳۷۸ جهان را بدرود گفت. از جملهٔ معروف‌ترین سردبیران این مجله می‌توان به عباس پهلوان اشاره کرد. همچنین مسعود مهرابی بین سال‌های ۱۳۵۸ تا ۱۳۵۹ عضو تحریریه این نشریه بوده است.

## پی‌نوشت
1. ↑  جواهری گیلانی، تاریخ تحلیلی شعر نو، ۲:‎ ۴۷.
2. ↑  جواهری گیلانی، تاریخ تحلیلی شعر نو، ۲:‎ ۱۸.
3. ↑  Salehi، S. Reza (۱۴۰۱-۰۸-۱۰). «آرشیو مجله فردوسی». کاژه مگ. دریافت‌شده در ۲۰۲۴-۰۶-۱۰.